# Patellapis intricata
Patellapis intricata là một loài Hymenoptera trong họ Halictidae. Loài này được Vachal mô tả khoa học năm 1894.